# Бредене-Коксейде Классик
Хандзаме Классик (нидерл. Handzame Classic) — шоссейная однодневная велогонка, ежегодно проводящаяся в конце марта в бельгийском регионе Фландрия, с финишем в деревне Хандзаме.

## История
С 2002 по 2010 год соревнование проводилось как один из гоночных дней Трёх дней Западной Фландрии. С 2011 года организуется отдельная гонка, которая сразу вошла в календарь UCI Europe Tour под категорией 1.1. В 2016 и 2017 годах она также входила в календарь Велошоссейного кубка Бельгии.
С 2014 года в преддверии профессиональной гонки проводиться гонка среди андеров и юниоров — Хандзаме Челлендж (Handzame Challenge).

## Призёры

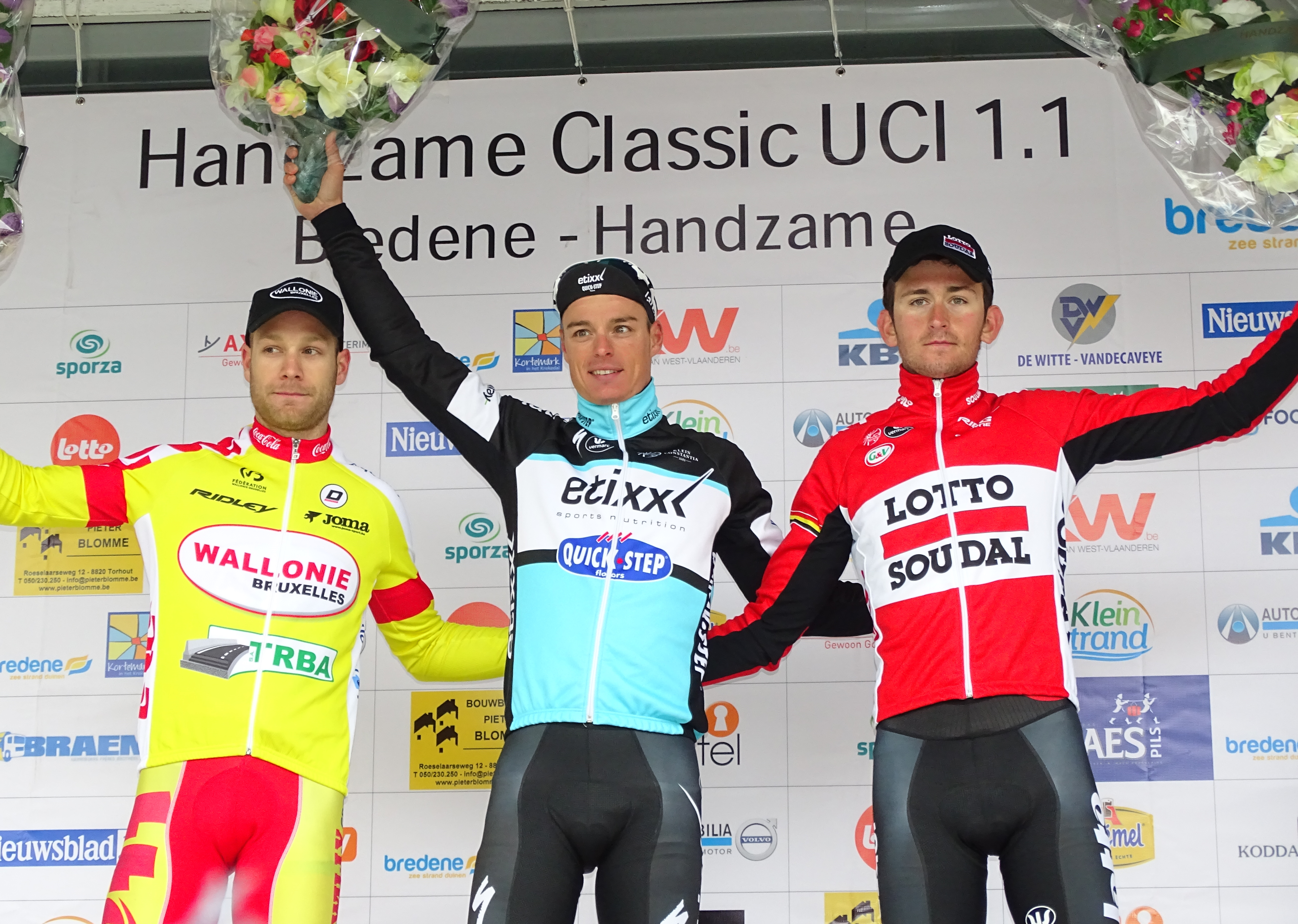
Подиум 2015 года: Антуан Демуатье (2), Джанни Мерсман (1), Тиш Бенот (3)

| Год                      | Победитель           | Второй               | Третий            |         |
| ------------------------ | -------------------- | -------------------- | ----------------- | ------- |
| Handzame Classic         |                      |                      |                   |         |
| 2011                     | Стив Схетс           | Кенни Ван Хуммель    | Нико Экхаут       |         |
| 2012                     | Франческо Чиччи      | Марсель Киттель      | Адам Блайт        |         |
| 2013                     | Кенни Дехас          | Кенни Ван Хуммель    | Данни Ван Поппель |         |
| 2014                     | Лука Мезгец          | Тео Бос              | Эдвард Тёнс       |         |
| 2015                     | Джанни Мерсман       | Антуан Демуатье      | Тиш Бенот         |         |
| 2016                     | Эрик Башка           | Дилан Груневеген     | Джанни Мерсман    |         |
| 2017                     | Кристоффер Халворсен | Адам Блайт           | Кенни Дехас       |         |
| 2018                     | Альваро Одег         | Кристоффер Халворсен | Паскаль Аккерман  |         |
| Bredene Koksijde Classic |                      |                      |                   |         |
| 2019                     | Паскаль Аккерман     | Кристоффер Халворсен | Альваро Одег      |         |
| 2020                     | отменён              | отменён              | отменён           | отменён |
| 2021                     | Тим Мерлир           | Мадс Педерсен        | Флориан Сенешаль  |         |
| 2022                     | Паскаль Аккерман     | Уго Хофстеттер       | Тим Мерлир        |         |
| 2023                     | Гербен Тейссен       | Паскаль Аккерман     | Сэм Уэлсфорд      |         |
| 2024                     | Лука Моццато         | Дилан Груневеген     | Гербен Тейссен    |         |